# Авиасимулятор
Авиасимуля́тор — жанр видеоигр, симулирующий в той или иной степени какой-либо летательный аппарат. Симуляторы, предназначенные для профессиональной подготовки лётчиков, называются  авиационными тренажёрами.

## Самолётов

### Упрощённые
Характерной особенностью таких авиасимуляторов является сильно упрощённая физика, не учитывающая большинство реальных воздействий на самолёт и, в некоторых случаях, работающая по правилам, отличающимся от физических законов.

### Реалистичные

#### Физика и модель повреждений
Физика полёта учитывает множество различных параметров, так например в Ил-2 «Штурмовик» 2001 года, обновлённый вариант 2013 года, Digital Combat Simulator World (DCS World) 2008 года, учитываются:
- погодные условия
  - ветер
  - турбулентность
  - облака
  - осадки
  - слепящее солнце
- аэродинамические эффекты
  - флаттер
  - штопор
  - перегрузка
- гироскопический момент
  - реактивный момент воздушного винта
  - гироскопический эффект воздушного винта
- перегрев двигателя
- влияние тряски на перемещения головы пилота
- возможность сломать шасси или разбиться при посадке
- реалистичный вид из кресла пилота, из которого видна кабина
- реалистичные траектории при стрельбе и бомбометании
- ограниченные боезапас и запас топлива
- реалистичная система повреждений самолёта[источник не указан 1664 дня]

#### Устройства управления
Основная статья: Джойстик
Считается, что для управления самолётом при моделируемой в этих играх физике полёта, требуется джойстик или его адекватная замена (обычно это эмуляция джойстика через виртуальный джойстик в связке с мышью — мышеджойстик, но может использоваться и геймпад, и клавиатура).
Для серьёзно настроенных на погружение и удобство управления игроков выпускаются комплекты из рукоятки управления самолётом (РУС) и рукоятки управления двигателем (РУД) — HOTAS. Для ещё большего погружения возможно использование напольных педалей управления рулём направления. При отсутствии педалей рысканье по курсу на некоторых джойстиках осуществляется поворотом РУС вокруг своей оси. 
Практически все джойстики имеют на РУС так называемую «хатку» (от английского «Point of View Hat») — четырёх- или восьмипозиционный переключатель, предназначенный для управления обзором, который сильно облегчает слежение за ситуацией в воздухе во время «собачьей свалки» — ближнего боя истребителей. Для управления тяжёлыми, а также многомоторными самолётами возможно использование штурвала вместо РУС. РУД, в таком случае, выполняется в виде двух и более рычагов для удобного управления тягой и/или шагом винта разных двигателей. Как правило, эти рычаги могут соединяться штифтом в одну рукоять для симуляции самолёта с одной РУД. Наиболее качественные комплекты из HOTAS и педалей производят фирмы CH, Thrustmaster, Logitech, Saitek.
Также в авиасимуляторах с кликабельной кабиной (например Falcon 4.0 или DCS) используют мышь для более естественного управления арматурой кабины, в противовес многочисленным клавиатурным комбинациям, выполняющим те же функции, но требующим запоминания и не всегда очевидным. Также в некоторых играх поддерживается внешнее управление арматурой кабины, что позволяет энтузиастам создавать и подключать к игре панели управления и даже кабины.
Для обзора, помимо «хатки», для повышения точности отслеживания цели часто применяется мышь. В некоторых случаях для повышения удобства обзора и «естественного» им управления часто используются устройства отслеживания движения головы, хэдтрекеры. Заодно это высвобождает мышь (например, для управления арматурой кабины). В качестве примеров таких устройств можно привести промышленно производимый NaturalPoint Track IR и самодельный FreeTrack.

### Профессиональные
Профессиональные симуляторы делятся на процедурные и комплексные.
Процедурные симуляторы:
Процедурный авиационный симулятор предназначен для профессиональной подготовки лётного состава. Это техническое средство обучения, позволяющее формировать навыки и умения, необходимые в реальных условиях деятельности лётчика и обладающее следующими основными свойствами:
— имитация отдельных фрагментов условий деятельности лётчика;
— возможность отработки отдельных операций и действий реальной деятельности лётчика;
— возможность объективного контроля результатов всех отрабатываемых на тренажёре операций и действий со стороны инструктора.
Процедурные симуляторы обеспечивают обучение конкретным действиям, например, управлению полётом, двигателем и авиационными штатными системами, управлению радиоэлектронным оборудованием, боевому применению в ночных условиях и т. д. Как правило, в их состав входят дисплейные имитаторы приборных досок и имитаторы рычагов управления, которые по своим предельным перемещениям, характеристикам загрузки и тактильным ощущениям соответствуют реальным на всех этапах и режимах полёта. Часть приборов, непосредственно относящихся к выполнению операции — реальная. Также процедурные симуляторы могут использоваться для обучения персонала не связанного напрямую с управлением полётом. Например, симуляторы обучающие тех. персонал обслуживающий авиатранспорт, симуляторы передовых авиационных наводчиков, диспетчеров воздушного движения и т. д. Кроме того, процедурные авиасимуляторы иногда используются для обучения базовым навыкам управления самолётам в рамках лечения от авиафобии.
В случае, если летательный аппарат эксплуатируется экипажем из двух и более человек, их рабочие места аппаратно реализуются изолированно и соединяются в сеть на уровне программного обеспечения, что позволяет как отрабатывать взаимодействие членов экипажа, так и проводить обучение каждого члена экипажа по отдельности.
Комплексные симуляторы:
Комплексный авиационный симулятор реализует обучение аналогично процедурному симулятору, но на более совершенном уровне и обладает следующими основными свойствами:
— максимальное приближение условий деятельности лётчика к условиям реальной деятельности в полёте;
— обеспечение отработки на имитаторе в целом всех задач реальной деятельности лётчика, которую он осуществляет в полёте;
— обеспечение возможности объективного контроля результатов всех отрабатываемых на комплексном симуляторе задач в целом.
Комплексный симулятор является самым высоким уровнем технических средств обучения для подготовки лётного состава, а также эффективным средством поддержания натренированности пилотов. Комплексный симулятор имеет реальный интерьер кабины и обладает возможностью отработки всех без исключения режимов эксплуатации летательного аппарата. Симуляторы самого высокого квалификационного уровня обладают полным набором средств, обеспечивающих адекватное воздействие на все каналы восприятия обучающегося.

## Вертолётов

### Упрощённые
Для упрощённых симуляторов вертолётов, подобно аналогичным по проработке симуляторам самолётов, помимо упрощённой физики, характерно управление, не рассчитанное на джойстик. Но если в упрощённых симуляторах самолётов, на PC, управление дискретное и аналогичное консольным геймпадам — с использованием стрелок на клавиатуре, то в упрощённых симуляторах на PC характерно использование мыши, и управление аналогичное не консольным играм, а шутерам на PC. При этом, вертолёт фактически рассматривается как висящая в воздухе подвижная турель (управляемая мышью), и не учитываются эффект увеличения подъёмной силы при косом обтекании и эффект земли — изменения лётных характеристик при полёте на большой скорости и при полёте/висении низко над землёй соответственно.

### Реалистичные
Обычно используют те же джойстики что и для самолётов, но выпускаются и специальные джойстики, в которых единая рукоять управления шагом винта и двигателем (соответствующая РУД) расположена по-вертолётному — горизонтально сбоку сиденья. При этом движение рукояти вверх-вниз управляет шагом винта, а вращение ручки вокруг собственной оси — двигателем.
При отсутствии полноценного вертолётного джойстика, и наличии РУД из одной рукояти, РУД управляет не двигателем, а шагом винта. Если имеется РУД из двух рукоятей, то одна из них управляет двигателем, а другая шагом винта.

### Профессиональные
Профессиональные симуляторы для пилотов вертолётов имеют полную имитацию кабины, закреплённую подвижно на специальном стенде, для имитации ускорений.

## Прочие

### Другой техники (дельтапланов, парапланов, воздушных шаров и т. п.)
Симулируют полёт на летательных аппаратах, не являющихся ни самолётами, ни вертолётами (при желании планёры, мотопланёры и ракетопланы можно отнести к самолётам, а конвертопланы и автожиры к вертолётам). Помимо отдельных симуляторов, специально посвящённых такой технике (например Condor), подобные летательные аппараты порой встречаются в модах к Microsoft Flight Simulator и X-Plane, а также являются одними из основных видов транспорта в Micro Flight и Vehicle Simulator, разработанных Иланом Папини, известного по игре Virtual Sailor. Реалистичность симуляции в данном под-жанре широко варьируется, от игры к игре — от аркадности до реализма.

### Симуляторы авиадиспетчера
Симулируют работу диспетчера службы управления воздушным движением. Профессиональные продукты широко используются при подготовке авиадиспетчеров. Игровые симуляторы, как правило, избегают аркадности, стараясь максимально точно соответствовать существующим правилам гражданской авиации, в частности правилам эшелонирования, схем захода на посадку, передачи воздушного судна между диспетчерскими пунктами. Существуют онлайновые симуляторы Euroscope, TRACON, ASRC, VRC, IvAc, использующиеся в многопользовательских сообществах виртуальной авиации, таких как VATSIM или IVAO.

### Авиамодельные симуляторы
Используются для обучения пилотированию моделей самолётов, вертолётов и планёров. Особенностью является то, что наблюдать полёт и управлять летающей моделью нужно из неподвижной точки на земле. Таким образом отрабатываются навыки прямого и инверсного управления: полёт от себя и к себе требует некоторой тренировки и выработки автоматизма (аналогично прямой и перевёрнутый полёт). Настоятельно рекомендуется новичкам прежде чем, приступить к пилотированию настоящей модели. Авиасимуляторы также используются и профессионалами для изучения и отработки новых фигур высшего пилотажа и 3D-пилотажа. Доступны как бесплатные версии (характеризуются простейшей физикой и примитивной графикой), так и платные. Платные, как правило, помимо самой программы часто продаются в комплекте с пультом управления, либо с переходником к стандартной аппаратуре управления моделью (часто в целях защиты от подделок и пульты и переходники имеют протоколы обмена данными, собственно разработанные компаниями). Платные авиасимуляторы отличаются продвинутой графикой и реалистичной физикой поведения модели. В частности реализованными могут быть такие дополнительные параметры, как ветер, восходящие потоки, радиопомехи, порывы ветра и пр.

### Фэнтезийные
Классикой таких игр является Magic Carpet (чьим идеологическим преемником является The I of the Dragon), в которой игрок летает на ковре-самолёте, с оригинальной физикой, отличающейся от аркадных авиасимуляторов, в которой управление осуществляется мышью и стрелками вперёд-назад. При этом игру нельзя назвать ни аркадной, ни реалистичной, так как аркадными называют симуляторы не соответствующие оригиналу, а реалистичные — близкие к оригиналу. В данном же случае не существует оригинала, с которым можно сравнить игру.

### Футуристичные
Примером такой игры является «Шторм», симулирующий полёт на летательном аппарате, движение и зависание которого осуществляет только за счёт тяги реактивных двигателей, физика полёта такого аппарата схожа с вертолётной, и только перехватчики могут летать за счёт подъёмной силы крыльев (их физика похожа на самолётную). Футуристичные симуляторы, действие которых происходит в открытом космосе, выделяют отдельно в космосимуляторы.